# PowerBook 160
A Macintosh PowerBook 160 hordozható számítógépet 1992. október 19. és 1993. augusztus 16. között 10 hónapon keresztül, a Macintosh PowerBook 165c hordozható számítógépet 1993. február 10. és 1993. december 1.  között 10 hónapon keresztül és a Macintosh PowerBook 165 hordozható számítógépet 1993. augusztus 16. és 1994. július 18. között 11 hónapon keresztül az Apple fejlesztette, gyártotta és forgalmazta. A Macintosh PowerBook 160, 165 és 165c a PowerBook számítógép-családba tartozott. A PowerBook-ot szokás PB-nek rövidíteni írásban és szóban. A PB165c volt az első színes kijelzőjű hordozható Apple számítógép.

## Történetük
PowerBook 160-t egyszerre jelentette meg az Apple a PowerBook Duo 210 és 230 gépekkel, amelyek újszerű technikai megoldása elvonta a figyelmet a PB160-ról, mely az Apple első laptop sorozatára épült. A bemutatáskor a PB 160 2429 dollárba került. A 160-as sorozat sztárja a Japánban bemutatott 165c – vele együtt mutatta be az Apple a Macintosh Color Classicot, a Macintosh LC III-t, és a Macintosh Centris 610-et és 650-et, valamint a Macintosh Quadra 800-at, ez volt az Apple történetének legnagyobb számítógép bemutatója. APB165c nevében a 'c' betű a color szóra utalt, mivel a PowerBook kijelzője színes volt. Négy bites történt a színábrázolás, ez tizenhat szín megjelenítését teszi lehetővé.
A színeket azonban csak a kijelzővel szemben ülve lehetett jól érzékelni, ezért a PB165c nem váltotta be a értékesítési várakozásokat. A PB165c után megjelenő szürke-megjelenítésre képes PB165 viszont, amely a kifutó PB160 helyére lépett, sikeres volt. A váltáskor a PB160 2480 dollárba, a PB165 csak 1970 dollárba került, míg a PB165c ára 3870 dollár volt. Ráadásul kis felárral már elérhető volt az erősebb PowerBook 180c 4079 dollárért. A fejlesztés során a PB160 kódneve JeDI – feloldása: Just Did It (kb. megcsináltuk), nincs köze a Nike Just Do It 1988-ban bevezetett szlogenjével –, a PB165 gépé Brooks és a PB165c gépé Dart LC volt.

## Technikai leírás 160
A gép súlya 3,06 kg, magassága 5,72 cm, szélessége 28,58 cm és mélysége 23,62 cm volt. A gépet System 7.1 operációs rendszerrel szállította az Apple, a ROM mérete 1MB volt. A kijelző 10" 4 bit Film SuperTwist Nematic (FSTN) LCD volt 640 x 400 képpont felbontással. A Macintosh PowerBook 165 számítógépet 33 MHz-es Motorola 68030 processzor vezérelte (L1 cache: 0.5K, L2 cache: nem volt). A PMMU feladatát a processzor látta el. A gép bemutatásakor az alaplapon 4 MB (85ns) memóriát tartalmazott, maximálisan 14 M B kezelésére volt képes a gyári specifikáció szerint. A bővítéshez az egyetlen helybe (slot) 2, 4, 10 MB-os modulok egyikét lehetett betenni. Az adatokat a 80-160MB SCSI–buszos belső merevlemezre lehetett elmenteni. Külső adattárolási lehetőséget az 1,44-es hajlékonylemez meghajtó (floppy-drive) kínált. A számítógépnek egy ADB, egy nyomtató, egy modem, egy hangszóró portja volt. mini-15 a videó, HDI-30 a SCSI kimenet volt. A mikrofon port Omni volt. A Macintosh PowerBook 165 PB1XX, NiCd akkumulátora maximum 17W teljesítményre volt képes.

## Technikai leírás 165
A gép súlya 3,15 kg, magassága 5,82 cm, szélessége 28,58 cm és mélysége 23,62 cm volt. A gépet System 7.1 operációs rendszerrel szállította az Apple, a ROM mérete 1MB volt. A kijelző 9" 8 bit Film SuperTwist Nematic (FSTN) LCD volt 640 x 400 képpont felbontással. A Macintosh PowerBook 165c számítógépet 33 MHz-es Motorola 68030 processzor vezérelte (L1 cache: 0.5K, L2 cache: nem volt). A PMMU feladatát a processzor látta el. Az FPU kiszolgáló a Motorola 68882 volt. A gép bemutatásakor az alaplapon 4 MB (85ns) memóriát tartalmazott, maximálisan 14 MB kezelésére volt képes a gyári specifikáció szerint. A bővítéshez az egyetlen helybe (slot) 2, 4, 10 MB-os modulok egyikét lehetett betenni. Az adatokat a 80-120MB SCSI–buszos belső merevlemezre lehetett elmenteni. Külső adattárolási lehetőséget az 1,44-es hajlékonylemez meghajtó (floppy-drive) kínált. A számítógépnek egy ADB, egy nyomtató, egy modem, egy hangszóró portja volt. mini-15 a videó, HDI-30 a SCSI kimenet volt. A mikrofon port Omni volt. A Macintosh PowerBook 165c PB1XX, NiCd akkumulátora maximum 24W teljesítményre volt képes.

## Technikai leírás 165c
A gép súlya 3,15 kg, magassága 5,82 cm, szélessége 28,58 cm és mélysége 23,62 cm volt. A gépet System 7.1 operációs rendszerrel szállította az Apple, a ROM mérete 1MB volt. A kijelző 9" 8 bit Film SuperTwist Nematic (FSTN) LCD volt 640 x 400 képpont felbontással. A Macintosh PowerBook 165c számítógépet 33 MHz-es Motorola 68030 processzor vezérelte (L1 cache: 0.5K, L2 cache: nem volt). A PMMU feladatát a processzor látta el. Az FPU kiszolgáló a Motorola 68882 volt. A gép bemutatásakor az alaplapon 4 MB (85ns) memóriát tartalmazott, maximálisan 14 MB kezelésére volt képes a gyári specifikáció szerint. A bővítéshez az egyetlen helybe (slot) 2, 4, 10 MB-os modulok egyikét lehetett betenni. Az adatokat a 80-120MB SCSI–buszos belső merevlemezre lehetett elmenteni. Külső adattárolási lehetőséget az 1,44-es hajlékonylemez meghajtó (floppy-drive) kínált. A számítógépnek egy ADB, egy nyomtató, egy modem, egy hangszóró portja és mini-15 a videó, HDI-30 a SCSI kimenete volt. A mikrofon port Omni volt.A Macintosh PowerBook 165c PB1XX, NiCd akkumulátora maximum 24W teljesítményre volt képes.

## Technikai adatok táblázatban
A táblázat nem tartalmazza az összes műszaki paramétert. Az egyes modelleknél a bemutatáskor érvényes adatokat soroljuk fel, a későbbi frissítéseket nem. Az adatok az Apple adatlapjáról származnak, a hiányzó adatok – egyes gépeknél a kivezetés időpontja, az összes kijelző adat, üzemóra adat... – a Mactracker alkalmazásból valók.
| Gép nevebemutatva kivezetve                | Méretmagasság szélesség mélység súly | Processzorprocesszor órajel, mag L1 és L2 cache PMMU FPU   | Háttértármerevlemezkülső adathordozó | Eredeti operációs rendszer | Memóriaalap max. @sebességhely                                         | Kijelzőfizikai méret, legjobb felbontás                                              | Tápmax. teljesítmény, akkumulátoros üzemidő (becslés) | Csatlakozók                                                                                        |
| ------------------------------------------ | ------------------------------------ | ---------------------------------------------------------- | ------------------------------------ | -------------------------- | ---------------------------------------------------------------------- | ------------------------------------------------------------------------------------ | ----------------------------------------------------- | -------------------------------------------------------------------------------------------------- |
| PowerBook 1601992 okt. 19. 1993. aug. 16.  | 5,72 mm 28,58 mm 23,62 mm 3,06 kg    | Motorola 68030 @25 MHz L1:0.5K PMMU: integrálva            | Floppy: 1.44MBHD: 40-120MB (SCSI)    | System 7.1 ROM: 1MB        | Alaplapon: 4 MB @85ns max: 4 MB – 14 MBegy hely: 2, 4, 10 MB-os modul  | Alaplapon: 10" Film SuperTwist Nematic (FSTN) (Passive Matrix) LCD 640 x 400 képpont | Max: 17W, 2A 30,81 Wh, 2,5–3 óra                      | * ADB: 1 * nyomtató: 1 * modem: 1 * hang: van * videó: 1 mini-15 * SCSI: 1 HDI-30 * mikrofon: Omni |
| PowerBook 1651993 aug. 16. 1994. júl. 18.  | 5,72 mm 28,58 mm 23,62 mm 3,06 kg    | Motorola 68030 @33 MHz L1:0.5K PMMU: integrálva            | Floppy: 1.44MBHD: 80-160MB (SCSI)    | System 7.1 ROM: 1MB        | Alaplapon: 4 MB @85ns max: 4 MB – 14 M Begy hely: 2, 4, 10 MB-os modul | Alaplapon: 10" 4 bit Film SuperTwist Nematic (FSTN) LCD 640 x 400 képpont            | Max: 17W, 2A 30,81 Wh, 2–3 óra                        | * ADB: 1 * nyomtató: 1 * modem: 1 * hang: van * videó: 1 mini-15 * SCSI: 1 HDI-30 * mikrofon: Omni |
| PowerBook 165c1993 febr. 10. 1993. dec. 1. | 5,82 mm 28,58 mm 23,62 mm 3,15 kg    | Motorola 68030 @33 MHz L1:0.5K PMMU: integrálva FPU: 68882 | Floppy: 1.44MBHD: 80-120MB (SCSI)    | System 7.1 ROM: 1MB        | Alaplapon: 4 MB @85ns max: 4 MB – 14 MBegy hely: 2, 4, 10 MB-os modul  | Alaplapon: 9" 8 - bit (165c) Film SuperTwist Nematic (FSTN) LCD 640 x 400 képpont    | Max: 24W, 3,2A 43,5 Wh, 1,5–2 óra                     | * ADB: 1 * nyomtató: 1 * modem: 1 * hang: van * videó: 1 mini-15 * SCSI: 1 HDI-30 * mikrofon: Omni |

## PowerBook számítógépek az időben
| PowerBook és iBook számítógépek idővonalon |
| --- |
| A grafikon adatai utoljára 2023. december 19-én frissültek. A szín sötétebb változata az egymást követő gépek megkülönböztetését szolgálja. A színek kezdete a bemutató időpontja, a forgalmazás több esetben is hónapokkal később kezdődött. Megeshet, hogy egy csík végét kitakarja egy másik csík eleje. Előfordul, hogy a gyártás befejezését követően még egy ideig forgalomban marad a Mac adott verziója. Az adatok forrása a Jegyzetekben található. |